# Солоне (Вілейський район)
Солоне (біл. вёска Салонае) — село в складі Вілейського району Мінської області, Білорусь. Село підпорядковане Довгинівській сільській раді, розташоване в північній частині області.

## Історія
У 1921–1945 роках застінок знаходилось у Польщі, у Вільнюській воєводстві, Вілейського повіту, гміні Довгиново.
У міжвоєнний період тут містилася гауптвахта Корпусу Охорони Кордону (KOP)

## Населення
- 1921 рік - 466 люди, 82 будинки[1].
- 1931 рік - 536 люди, 94 будинки[2].